# Living In Airports
Living in Airports är Regina Lunds första riktiga albumsläpp på 5 år, på Metaletiketten ViciSolum, där hon ibland drar iväg med stråkar, folk, och en sorts kuslig tivolimusik (hon ser även ut som en clown på skiv-omslaget), även om den övergripande känslan är lugn, som på hennes tidigaste skivor, men nu nerskalat till mest röst och akustisk gitarr, och så klart med den senare tidens klarare produktion.

## Låtlista
1. Living in airports 3:21
2. Constant battle 2:59
3. Always be as one 3:21
4. Beauty on water 3:24
5. Red 1:09
6. Born to last 4:24
7. Return 3:33
8. Tiger 3:07
9. The veil 3:31
10. Nephilim 3:05
11. Waterfront 2:36
12. Like a summerwind 4:21
13. Wiggo Love Linblå 1:35
14. Possible 3:31